# 올림픽 벨로드롬 (서울특별시)

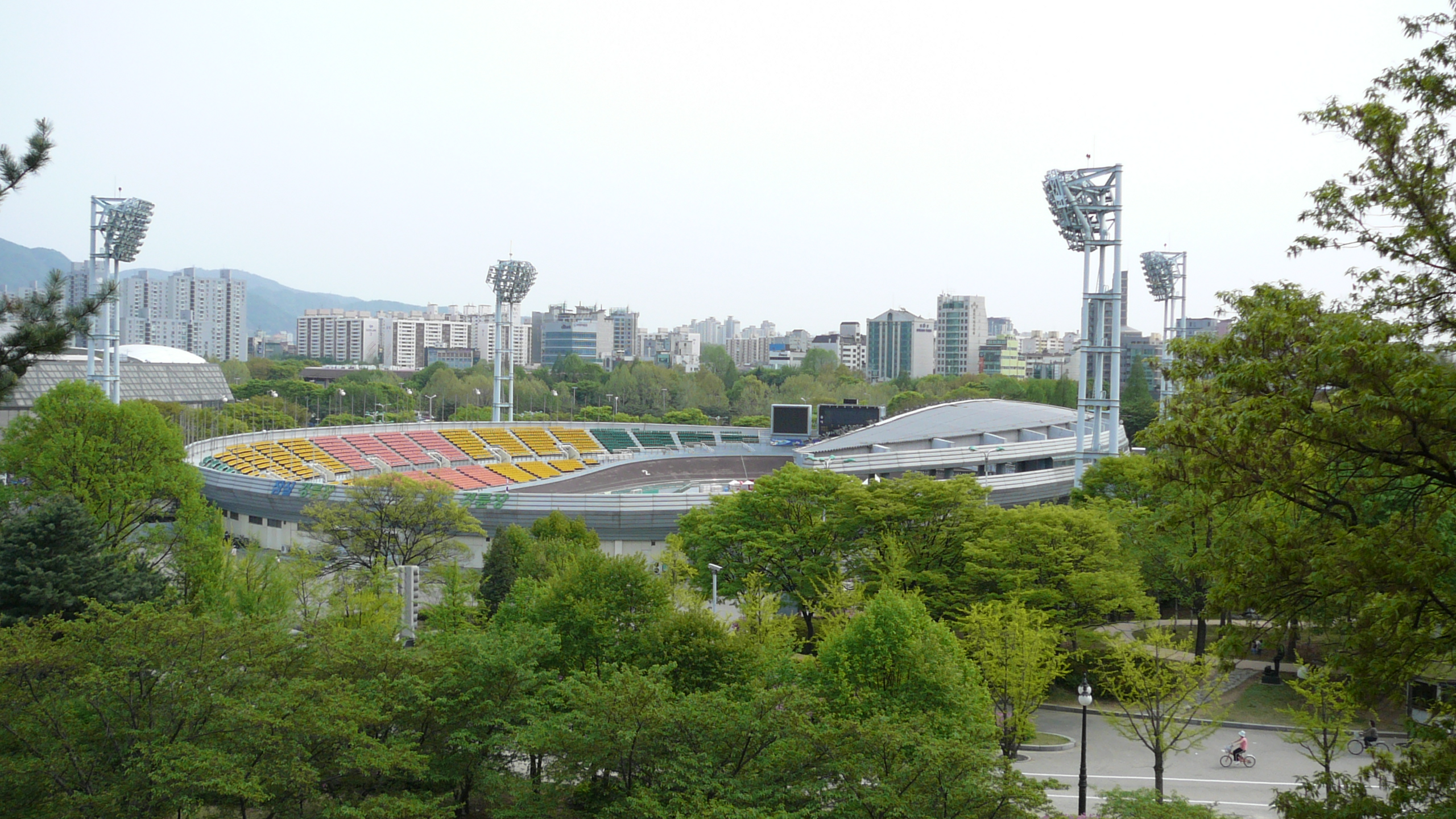
올림픽 벨로드롬

올림픽 벨로드롬은 대한민국 서울특별시 송파구 올림픽공원 내에 있는 벨로드롬이다. 1988년 하계 올림픽에서 사이클 종목의 경기장으로 사용되었다.